# Municipio de Helendale
El municipio de Helendale (en inglés: Helendale Township) es un municipio ubicado en el condado de Richland en el estado estadounidense de Dakota del Norte. En el año 2010 tenía una población de 104 habitantes y una densidad poblacional de 1,15 personas por km².

## Geografía
El municipio de Helendale se encuentra ubicado en las coordenadas 46°34′47″N 97°12′31″O / 46.57972, -97.20861. Según la Oficina del Censo de los Estados Unidos, el municipio tiene una superficie total de 90.68 km², de la cual 90,68 km² corresponden a tierra firme y (0 %) 0 km² es agua.

## Demografía
Según el censo de 2010, había 104 personas residiendo en el municipio de Helendale. La densidad de población era de 1,15 hab./km². De los 104 habitantes, el municipio de Helendale estaba compuesto por el 100 % blancos. Del total de la población el 0 % eran hispanos o latinos de cualquier raza.